# Sportpark Schoonenberg
El Sportpark Schoonenberg por razones de patrocinio BUKO Stadion es un estadio de fútbol ubicado en la ciudad de Velsen, provincia de Holanda Septentrional, en los Países Bajos. El estadio inaugurado en 1948, es utilizado por el club de fútbol SC Telstar Velsen para sus partidos en casa.
El estadio se inauguró el 27 de marzo de 1948 con el nombre de Sportpark Schoonenberg, con un partido entre los clubes aficionados VSV (Velseroorder Sport Vereniging) y Stormvogels Telstar. 
Durante la remodelación de 2009 se inauguró una nueva tribuna principal, diseñada por Zwarts & Jansma Architects, la cual esta cubierta por una tela de membrana sintética que se extiende sobre una construcción de vigas de madera, que asegura el acceso de mucha luz solar al interior.
Desde 2009 el Sportpark Schoonenberg ha adoptado diversos nombres por razones de patrocinio, de 2009 a 2014, el estadio llevó el nombre de la empresa siderúrgica india Tata Steel, le siguió el nombre sin publicidad Telstar Stadion hasta 2016. El 5 de febrero de 2016, SC Telstar y el banco Rabobank IJmond firmaron un nuevo acuerdo de patrocinio por cinco años. 
El 30 de diciembre de 2020 se presentó a la empresa BUKO como nuevo patrocinador principal del estadio. El contrato entró en vigor el 1 de enero de 2021 y se extenderá hasta la temporada 2022-23.

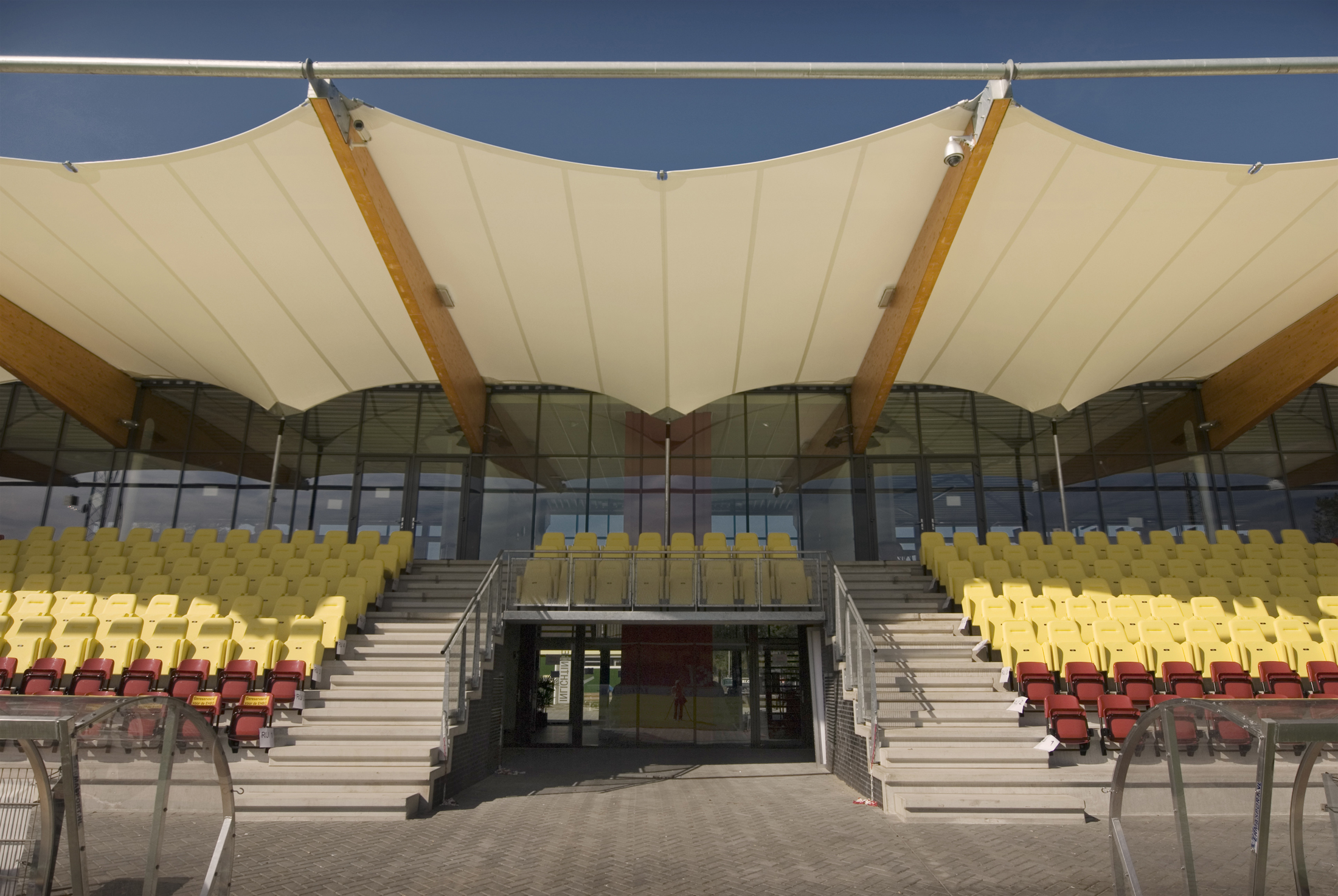
Tribuna principal inaugurada en 2009
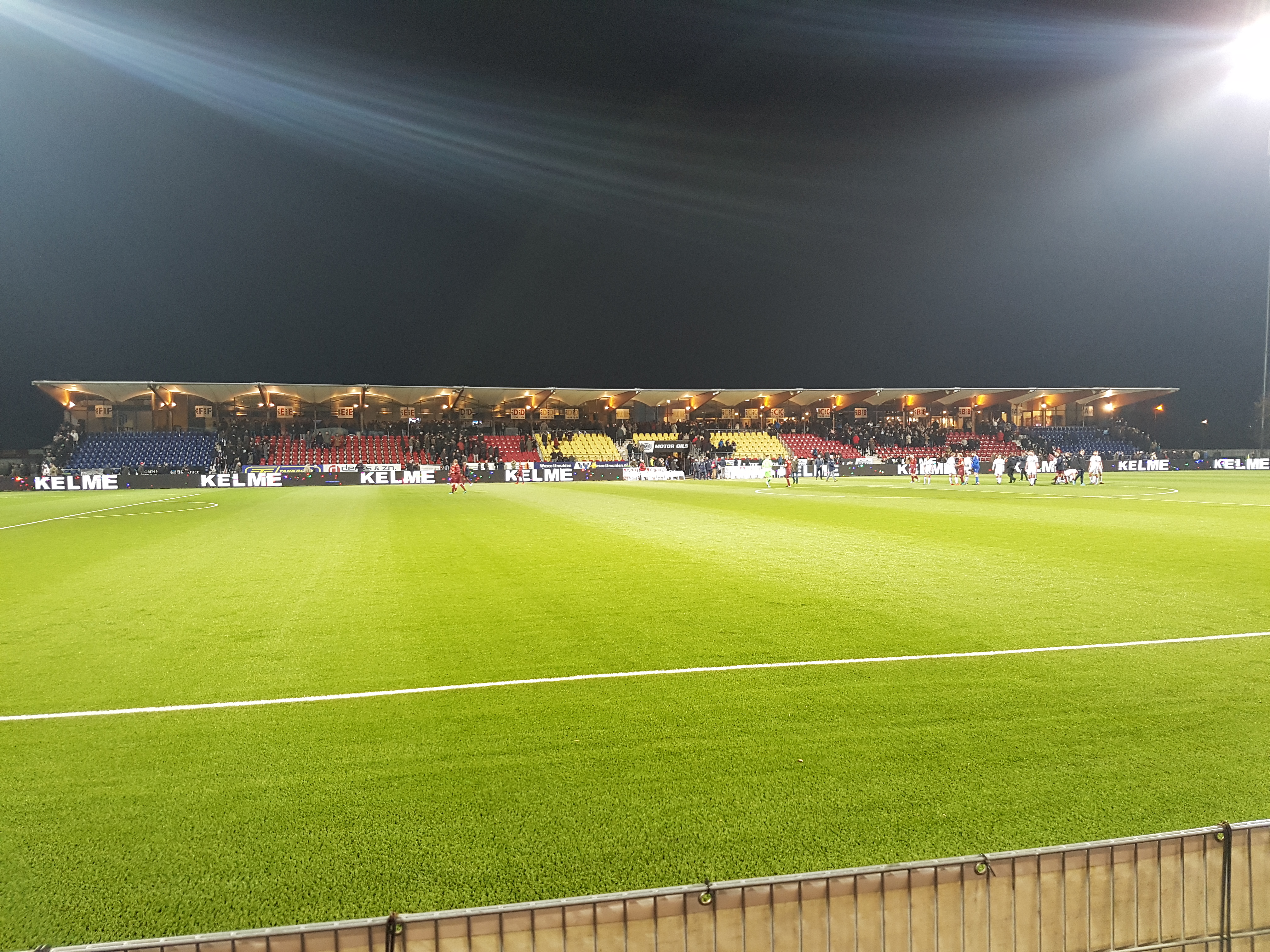